# Johann Heinrich Schmülling
Johann Heinrich Schmülling (* 23. November 1774 in Warendorf; † 17. Januar 1851 in Münster) war ein deutscher römisch-katholischer Theologe, Geistlicher und Hochschullehrer.

## Leben
Johann Heinrich Schmülling besuchte 1786 das Gymnasium Laurentianum Warendorf und später das Gymnasium (heute: Gymnasium Paulinum) in Münster.
An der Universität Münster studierte er von 1794 bis 1800 Theologie, Philosophie und Naturwissenschaften; 1795 trat er in das Priesterseminar ein. Am 4. April 1801 wurde er zum Priester geweiht.
Schon zum 1. Oktober 1800 hatte ihn Minister Franz von Fürstenberg als Lehrer an das Gymnasium in Münster berufen. Dort unterrichtete er bis 1811.
1811 erfolgte durch das preußische Ministerium, auf Empfehlung seines Freundes Johann Heinrich Schmedding seine Berufung als Direktor an das königlich katholische Gymnasium in Braunsberg (Ermland); er war dort, neben seiner Tätigkeit als Direktor, auch Professor der Philosophie am Lyceum Hosianum.
1826 starb der Regens des bischöflichen Seminars in Münster, Bernhard Heinrich Overberg. Johann Heinrich Schmülling wurde daraufhin von Bischof Kaspar Maximilian Droste zu Vischering von Braunsberg nach Münster zurückgerufen. Er übernahm 1827 mit der Würde eines Dechanten des Dekanates Münster an der Liebfrauenkirche und am 20. August 1828 eines Ehrendomherrn im Domkapitel, die Stelle des Regens am bischöflichen Seminar. 1829 erfolgte seine Ernennung zum Examinator synodalis der zu ordinierenden oder approbierenden Geistlichen.
Am 7. Februar 1833 wurde er wirklicher Domherr und als Regierungs-, Schul- und Konsistorialrat in das königliche Regierungskollegium in Münster berufen, gleichzeitig nahm er auch als Kommissar der Regierung an den Abiturienten-Prüfungen teil.
Als 1838 Bernard Georg Kellermann für den verstorbenen Johann Heinrich Brockmann die Pastoraltheologie an der theologischen Akademie der Universität Münster übernahm, aber dafür die Exegese niederlegte, erhielt Johann Heinrich Schmülling zusätzlich die Professur der Exegese des Neuen Testaments übertragen.
Ab 1850 konnte er krankheitsbedingt keine Vorlesungen mehr an der theologischen Fakultät halten und verstarb kurz danach. Er wurde auf dem Alten Überwasserfriedhof bestattet.

## Trivia
Johann Heinrich Schmülling war der Lehrer des späteren Literaturhistorikers Alexander Jung und erscheint in dessen autobiografischen Schlüsselroman Rosmarin oder Die Schule des Lebens in der Figur des Coelestin.

## Ehrungen
- 1811 erteilte die Universität Breslau das Ehrendiplom als Doktor der Philosophie.
- 1835 erteilte ihm die Universität Münster die Ehrendoktorwürde der Theologie.
- Nach ihm wurde die Johann-Heinrich-Schmülling-Schule, Bischöfliche Realschule Warendorf, benannt.
- Er erhielt den Roten Adlerorden 3. Klasse.

## Schriften (Auswahl)
- Johann Hyacinth Kistemaker, Heinrich Schmülling: Kleinere lateinische Sprachlehre zum Schulgebrauche. Theissing, Münster 1810.
- De studiis, quibus juvenes in Gymnasio erudiendi: Programma quo ad solennem Gymnasii Regii Brunsbergensis. Degen, Regensburg 1811.
- Programm bei Eröffnung der Lehrstunden. Braunsberg 1811.
- Dreizehn Programme zu den öffentlichen Schulprüfungen. 1812–1824.
- Lesebuch für die Schulen des Bistums Ermland. 1818.
- Das hl. Sakrament der Firmung. 1820.
- Die erste hl. Kommunion der Kinder. Nebst Betrachtungen und Gebeten für die Neukommunikanten der Diözese Ermland. 1821.
- Bernard Wenzelo, Johann Hyacinth Kistemaker, Johann Heinrich Schmülling: Lateinische Sprachlehre für Trivialschulen und die untersten Klassen an Gymnasien. Theissing, Münster 1823.
- Sermo Synodalis die 13. octob. MDCCCXXIX in ecclesia cathed. Monaster. habitus. Theissing, Münster 1829 (Digitalisat).
- Sermo synodalis die 15. octobris 1833 coram reverendissimo domino episcopo Casparo Maximiliano in ecclesia cathedrali Monasteriensi. Theissing, Münster 1833.